# Montmerle-sur-Saône

Montmerle-sur-Saône este o comună în departamentul Ain din estul Franței.